# Las Peñas de Riglos
Las Peñas de Riglos (aragónul As Penyas de Riglos) település Spanyolországban, Huesca tartományban. Las Peñas de Riglos Ayerbe, Agüero, Bailo, Santa Cruz de la Serós, Jaca, Caldearenas, Arguis, La Sotonera, Loarre, Murillo de Gállego, Biel és Longás községekkel határos. Lakosainak száma 268 fő (2024).

## Népesség
A település népessége az utóbbi években az alábbiak szerint változott:
| Lakosok száma | 270  | 282  | 295  | 272  | 269  | 267  | 258  | 248  | 269  | 268  |
|               | 2001 | 2004 | 2006 | 2009 | 2011 | 2014 | 2016 | 2019 | 2021 | 2024 |